# Kelvin Mercer
Kelvin Mercer, művésznevén Posdnuos (New York, Bronx, 1969. augusztus 17. –) amerikai rapper, producer, a De La Soul hiphoptrió tagja.
Mercer két iskolatársával, Vincent Masonnel és David Jude Jolicoeurrel alapított rapegyüttest. Ekkor vette fel a Posdnuos művésznevet.
Mercer egyben a Spitkicker tagja is.

## Fordítás
- Ez a szócikk részben vagy egészben a Kelvin Mercer című angol Wikipédia-szócikk ezen változatának fordításán alapul.  Az eredeti cikk szerkesztőit annak laptörténete sorolja fel. Ez a jelzés csupán a megfogalmazás eredetét és a szerzői jogokat jelzi, nem szolgál a cikkben szereplő információk forrásmegjelöléseként.